# Нювал
Нювал (нід. Nieuwaal) — село в нідерландській провінції Гелдерланд. Входить до муніципалітету Залтбоммел.
Його площа — 12,02 км², а населення станом на 2010 рік становило 1265 осіб.
Перша згадка про населений пункт датується 1146 роком.

## Галерея

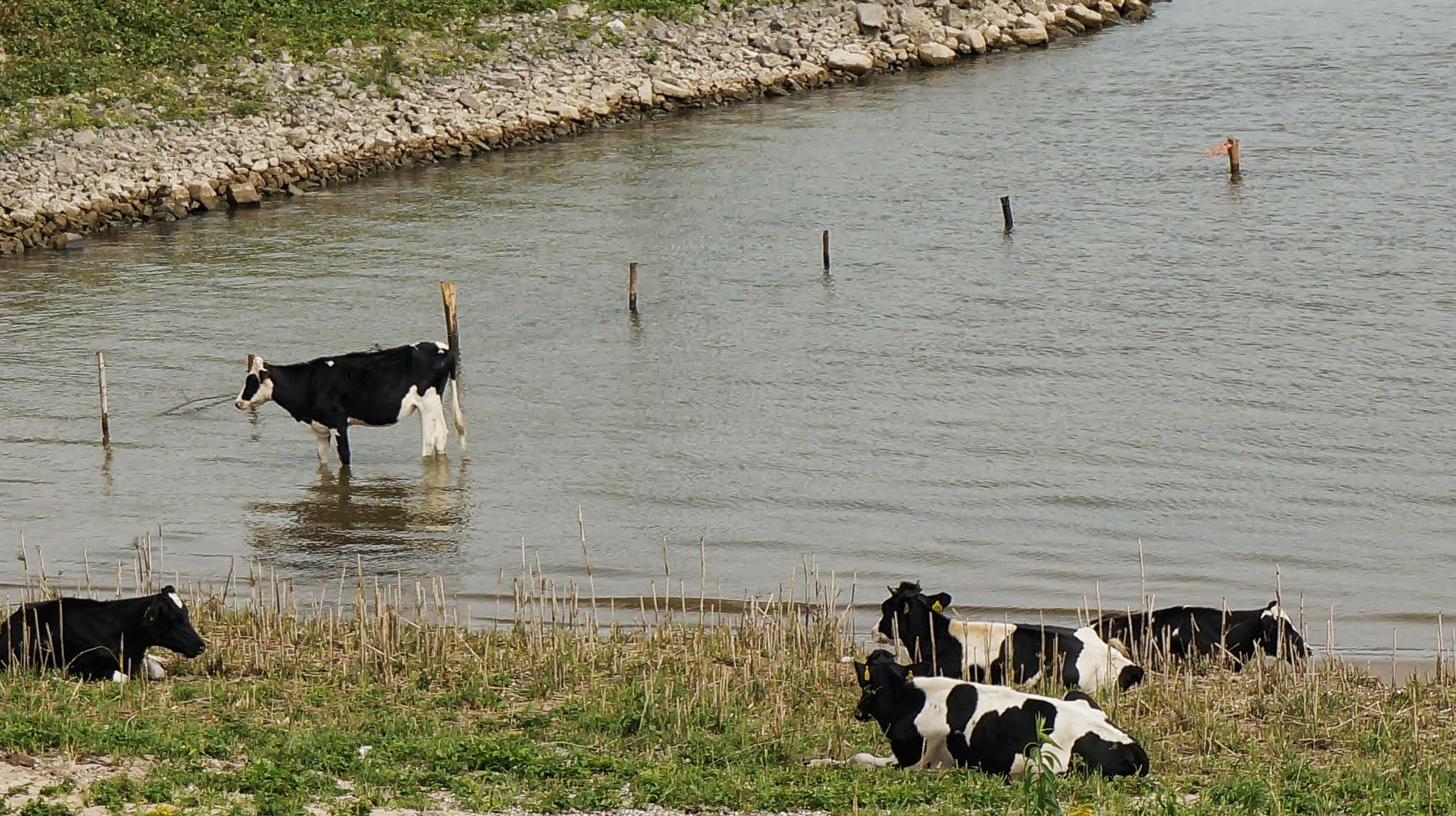
Пасовище поблизу села
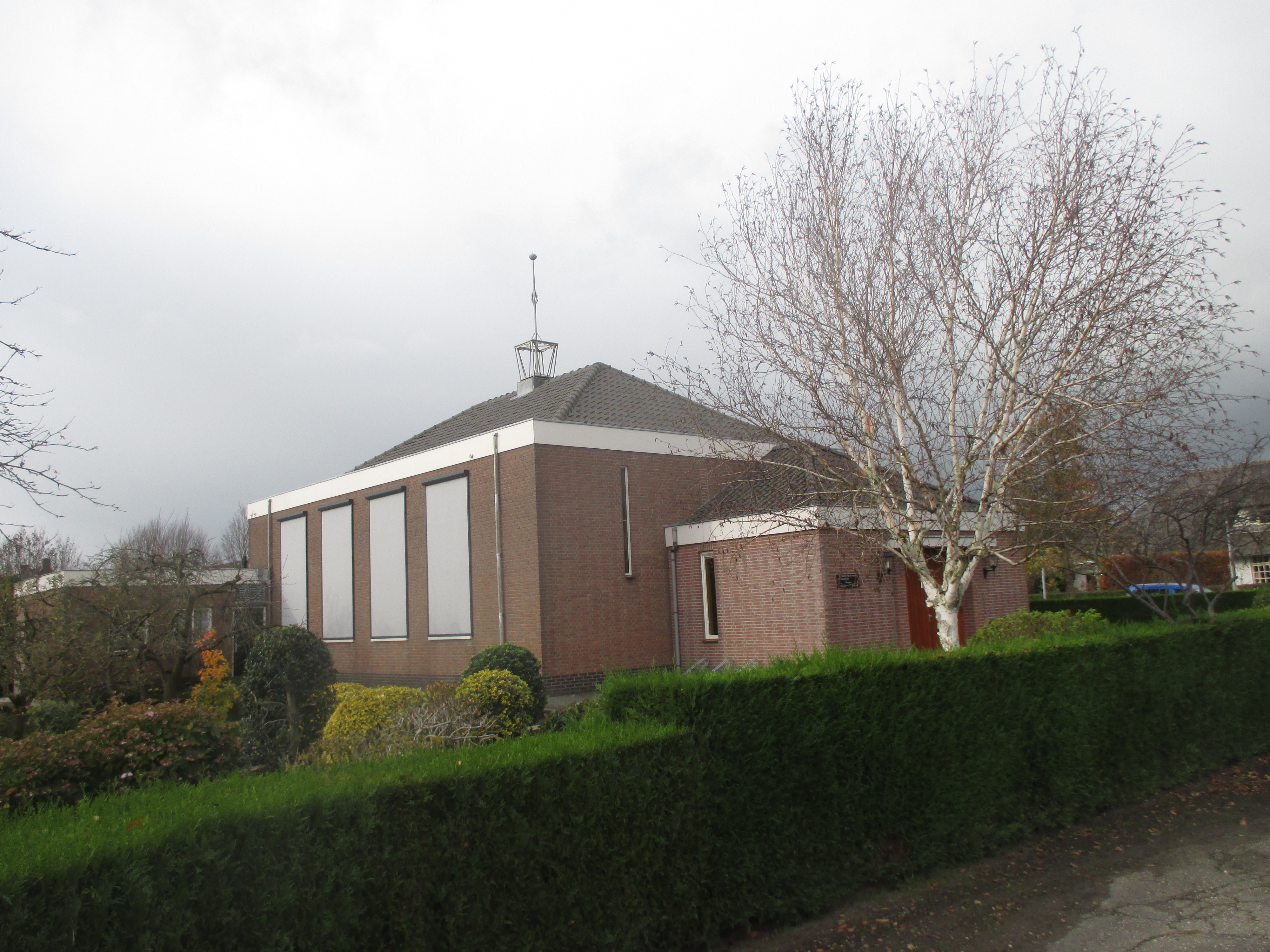
Відновлена реформістська церква